# Alison dos Santos
Alison Brendom Alves dos Santos (* 3. Juni 2000 in São Joaquim da Barra, São Paulo) ist ein brasilianischer Leichtathlet, der sich auf den 400-Meter-Hürdenlauf spezialisiert hat. 2022 wurde er bei den Weltmeisterschaften in Eugene Weltmeister. Seit Mai 2021 ist er Inhaber des Südamerikarekords.

## Sportliche Laufbahn
Alison dos Santos stammt aus dem Bundesstaat São Paulo und tritt seit 2016 in nationalen Wettkämpfen an. 2017 qualifizierte er sich für die U18-Weltmeisterschaften in Nairobi, bei denen er über 400 Meter Hürden und mit der 4-mal-400-Meter-Mixed-Staffel antrat. Über die Hürden belegte er in einer Zeit von 53,98 s den fünften Platz. Mit der Staffel gewann er vor den Teams aus Jamaika und Südafrika die Goldmedaille.
Im Juli 2018 trat dos Santos bei den U20-Weltmeisterschaften in Tampere an. In seiner Paradedisziplin, den 400 Meter Hürden, lief er im Finale in 49,78 s eine neue Bestzeit, mit der er die Bronzemedaille gewann. Im September startete er dann als 18-Jähriger bei den U23-Südamerikameisterschaften im ecuadorianischen Cuenca. Er gewann den 400-Meter-Hürdenlauf, über die 400 Meter verbesserte er sich auf 45,97 s, mit denen er die Silbermedaille gewann. Zusammen mit seinen Teamkollegen gewann er zum Abschluss auch mit der 4-mal-400-Meter-Staffel eine weitere Silbermedaille.
Im Mai 2019 startete dos Santos bei den Südamerikameisterschaften in Lima erstmals in einer internationalen Meisterschaft bei den Erwachsenen. In 49,88 s gewann er die Goldmedaille über 400 Meter Hürden mit neuem Junioren-Südamerikarekord. Mit der Staffel gewann er, wie schon bei den U23-Meisterschaften, Silber. Im Juni siegte er bei den U20-Südamerikameisterschaften in Cali in persönlicher Bestzeit von 45,78 s im 400-Meter-Lauf. Die Zeit bedeutete zudem einen neuen Veranstaltungsrekord in dieser Disziplin. Anfang Juli trat er bei der Universiade in Neapel an. Dort gewann er in 48,57 s den 400-Meter-Hürdenlauf. Ende Juli folgten die U20-Panamerikameisterschaften in San José in Costa Rica, bei denen dos Santos erneut Gold über 400 Meter Hürden gewann. Anfang August trat er dann bei den Panamerikanischen Spielen, die wie schon die Südamerikameisterschaften in Lima stattfanden, an. In 48,45 s triumphierte er auch dort im Hürdenlauf.
Ende August nahm er dann auch am Saisonhöhepunkt, den Weltmeisterschaften in Doha, teil. Er bestand souverän die Vor- und Halbfinalläufe und belegte im Finale über 400 Meter Hürden in neuer Bestzeit von 48,28 s den siebten Platz. Mit seiner Finallaufzeit rückte er auf den dritten Platz der ewigen Juniorenweltbestenliste im 400-Meter-Hürdenlauf vor. Seine Gesamtperformance im Jahr 2019 brachte ihm eine Nominierung für die Rising Star Honour bei den World Athletics Awards ein, die am Ende an den Äthiopier Selemon Barega ging. 2021 gewann dos Santos im Mai, zusammen mit seinen Teamkollegen, im 4-mal-400-Meter-Mixed-Staffelwettbewerb bei den World Athletics Relays in Chorzów die Silbermedaille. Eine Woche später lief er in Kalifornien in 47,68 s einen neuen Südamerikarekord im 400-Meter-Hürdenlauf. Anfang Juli steigerte er sich beim Diamond-League-Meeting in Oslo nochmal bis auf 47,38 s. Ende Juli trat er in Tokio zum ersten Mal bei den Olympischen Spielen an. Er zog souverän in das Halbfinale ein, worauf der Finaleinzug mit erneuter Verbesserung seiner Bestzeit auf 47,31 s gelang. Dort stellte dos Santos als Dritter mit 46,72 s einen neuen Südamerika-Rekord auf.
2022 trat dos Santos in den USA zu seinen zweiten Weltmeisterschaften an. Er reiste als Jahresbester nach Eugene. Nachdem er jeweils als Sieger seine Vor- und seines Halbfinallaufs hervorging, zog er in das Finale ein. Dort konnte er sich dennoch überraschend mit neuem WM-Rekord und der drittschnellsten jemals gelaufenen Zeit von 46,29 s gegen die Konkurrenz durchsetzen und gewann mit der Goldmedaille die erste WM-Medaille eines Südamerikaners im 400-Meter-Hürdenlauf und verbesserte zudem seinen eigenen Kontinentalrekord. Mit dem Gewinn der Goldmedaille feierte er seinen ersten großen Erfolg bei einem internationalen Großereignis. Ein Jahr später trat er auch bei den Weltmeisterschaften in Budapest an. Dort belegte er im Finale den fünften Platz.
Bei den Olympischen Spielen 2024 in Paris gewann dos Santos über 400 Meter Hürden die Bronzemedaille hinter Rai Benjamin (Gold) und Karsten Warholm (Silber).

## Wichtige Wettbewerbe
| Jahr                  | Veranstaltung                 | Ort                   | Platz                 | Disziplin             | Zeit                  |
| Startet für Brasilien | Startet für Brasilien         | Startet für Brasilien | Startet für Brasilien | Startet für Brasilien | Startet für Brasilien |
| --------------------- | ----------------------------- | --------------------- | --------------------- | --------------------- | --------------------- |
| 2017                  | U18-Weltmeisterschaften       | Nairobi               | 5.                    | 400 m Hürden          | 53,98 s               |
| 2017                  | U18-Weltmeisterschaften       | Nairobi               | 1.                    | 4 × 400 m Mixed       | 3:21,71 min           |
| 2018                  | U20-Weltmeisterschaften       | Tampere               | 3.                    | 400 m Hürden          | 49,78 s               |
| 2018                  | U23-Südamerikameisterschaften | Cuenca                | 2.                    | 400 m                 | 45,97 s               |
| 2018                  | U23-Südamerikameisterschaften | Cuenca                | 1.                    | 400 m Hürden          | 50,56 s               |
| 2018                  | U23-Südamerikameisterschaften | Cuenca                | 2.                    | 4 × 400 m             | 3:09,90 min           |
| 2019                  | Südamerikameisterschaften     | Lima                  | 1.                    | 400 m Hürden          | 49,88 s               |
| 2019                  | Südamerikameisterschaften     | Lima                  | 2.                    | 4 × 400 m             | 3:04,13 min           |
| 2019                  | U20-Südamerikameisterschaften | Cali                  | 1.                    | 400 m                 | 45,78 s               |
| 2019                  | Universiade 2019              | Neapel                | 1.                    | 400 m Hürden          | 48,57 s               |
| 2019                  | U20-Panamerikameisterschaften | San José              | 1.                    | 400 m                 | 48,49 s               |
| 2019                  | Panamerikanische Spiele       | Lima                  | 1.                    | 400 m Hürden          | 48,45 s               |
| 2019                  | Weltmeisterschaften           | Doha                  | 7.                    | 400 m Hürden          | 48,28 s               |
| 2021                  | World Athletics Relays        | Chorzów               | 2.                    | 4 × 400 m Mixed       | 3:17,54 min           |
| 2021                  | Olympische Spiele             | Tokio                 | 3.                    | 400 m Hürden          | 46,72 s               |
| 2022                  | Weltmeisterschaften           | Eugene                | 1.                    | 400 m Hürden          | 46,29 s               |
| 2023                  | Weltmeisterschaften           | Budapest              | 5.                    | 400 m Hürden          | 48,10 s               |

## Persönliche Bestleistungen
Freiluft
- 400 m: 44,54 s, 16. April 2022, Walnut
- 400 m Hürden: 46,29 s, 19. Juli 2022, Eugene, (Südamerikarekord)

## Sonstiges
Seit einem Haushaltsunfall im Alter von zehn Monaten, bei dem er sich Verbrennungen dritten Grades zuzog, ist dos Santos’ Kopfhaut, die Brust und der linke Arm stark vernarbt. Wegen der Verbrennungen musste er vier Monate im Krankenhaus verbringen. Der 2,00 m große Athlet, der zunächst Judo ausübte, begann 2013 mit der Leichtathletik an der State Technical School in Pedro Badran, der Heimatstadt seines heutigen Trainers. Aufgrund seiner überzeugenden Leistungen, erhielt er einen Platz am Edson Luciano Ribeiro Institut.